# Афродита Алексиева
Афродита Зурмалиева Алексиева е българска археоложка и класическа филоложка.

## Биография
Родена е на 22 август 1938 г. в Созопол. През 1962 г. завършва класическа филология с профил археология и музейно дело в Софийския университет. През 1962 – 1967 г. работи като музеен работник. От 1971 г. е научен сътрудник в Института за балканистика при БАН, от 1972 г. е доктор по филология, а от 1988 г. е старши научен сътрудник.

## Научни трудове
- „Преводните повести и романи от гръцки през първата половина на XIX век (до Кримската война)“ (1974)
- „Гръцката просвета и формирането на българската възрожденска интелигенция“ (1979)
- „Две преводни драми през Възраждането“ (1980)
- „Българо-балкански културни взаимоотношения 1878 – 1944“ (1986, съставител, в съавторство)
- „Преводна проза от гръцки през Възраждането“ (1987)
- „Софроний Врачански. Съчинения“ (съставител, т. 1 – 1989, т. 2 – 1992)